# Arrondissement de Lille
O arrondissement de Lille é uma divisão administrativa francesa, localizada no departamento do Norte e a região Norte-Passo de Calais-Picardia. Abrange 17 cantões e 125 comunas reagrupando mais de 1,2 milhões de habitantes em uma área de 880 km2. 
É neste nível que é definido o esquema de coerência territorial (SCOT) de Lille Métropole, formado pelo reagrupamento da Metrópole de Lille (85 comunas), de duas comunidades de comunas do Alto Deûle (5 comunas) e de Weppes (5 comunas), e de uma parte da comunidade de comunas Pévèle-Carembault (29 comunas).

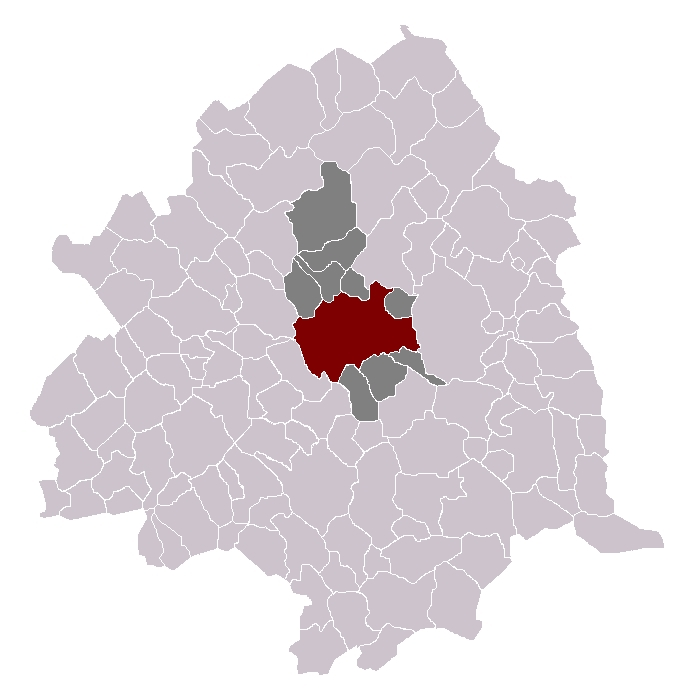
Os cantões de Lille (exceto o de Lomme) no seu arrondissement

## História
O arrondissement tem a grosso modo os mesmos contornos da Castelania de Lille.